# Спинър
Спинър (на английски: fidget spinner, hand spinner) е развлекателна въртяща се играчка. В центъра на радиално разположена многолистова плоска конструкция от метал или пластмаса, е монтиран метален или керамичен лагер, който дава възможност тя да се върти по оста си с малко усилия.
Спинърът придобива популярност през 2017 г., макар че подобни устройства са изобретени още през 1993 г. Играчката става популярна сред учениците и вследствие на това някои училища я забраниха, защото отвлича вниманието, докато в други училища играчката може да се използва дискретно.
Играчката се рекламира като полезна за хора, които имат проблеми с фокусиране на вниманието или изпитват безпокойство, тъй като успокоява нервите и премахва психологическия стрес. Към май 2017 г. няма научни доказателства, че играчките са ефективни за лечение на аутизъм или синдром на дефицит на вниманието и хиперактивност .